# Auto sacramental
Gli autos sacramentales sono una particolare forma di dramma religioso, in un atto unico, che si sviluppò in Spagna nella seconda metà del sedicesimo secolo e che caratterizzò il teatro spagnolo.
Tra i drammi più significativi, si ricordano: La Farsa llamada de la muerte di Juan de Pedroza e L'auto de la Oveja perdida di Juan de Timoneda.

## Storia e caratteristiche
L'auto sacramental si rifaceva ai drammi ciclici sviluppatisi nel medioevo in tutta Europa e riuniva in sé le caratteristiche della moralità medievale. Si diffuse durante le processioni trecentesche del Corpus Domini, istituite da papa Urbano IV, che vennero introdotte in Spagna dopo pochi decenni, nel 1314, con il nome di "Festa del Corpus Christi". Le loro caratteristiche principali erano una grande forza teatrale unita ad una naturale espressività. Il corteo era costituito da carri inscenanti quadri biblici ed attirava l'attenzione sia del popolo, sia dei nobili e del re, che assieme alla corte, seguiva la celebrazione del Sacramento. Lungo il percorso della processione, i carri si fermavano nei pressi di altari, vigilati da sacerdoti aventi il compito di dare la benedizione, proprio mentre gli attori svolgevano la loro funzione scenica. Questo era l'ambiente degli autos sacramentales.
Il dramma si basava sull'uso di figure allegoriche, cosicché sulla scena, accanto a personaggi umani e religiosi, agivano la Grazia, il Piacere, il Peccato, il Dolore, la Bellezza, il Fuoco, la Terra, l'Acqua e il Cielo. Purché illustrassero la virtù dei sacramenti e la validità dei dogmi della Chiesa cattolica, le storie degli autos potevano essere attinte alle fonti più disparate ed essere ispirate a temi secolari. La processione raccoglieva, quindi, l'intero cosmo, i simboli si materializzavano durante le azioni sceniche nel pieno rispetto della gerarchia di valori esistente fra Dio, il re e gli uomini.
Uno degli autori che si è dedicato a questa forma scenica con esiti convincenti e mirabili è stato Pedro Calderón de la Barca (1600-1681), il quale ha realizzato una vera e propria storia dell'umanità incentrata sul cattolicesimo, grazie a figurazioni teologiche di grande impatto, come per esempio: El gran teatro del mundo (1635), La devoción de la misa.
Tra gli altri autori di autos sacramentales, si ricordano: Lope de Vega, Antonio Mira de Amescua, Tirso de Molina, Francisco de Rojas.
La diffusione di questo spettacolo ha scavalcato i confini spagnoli e varie imitazioni delle autos sacramentales si sono rintracciate nel centro e sud America: in Brasile José de Anchieta (1530-1597) infatti ha scritto l'"Auto della predicazione universale", mentre in Messico Juan de Torquemada ha inscenato "Isacco e i Re Magi".
Nel 1765 l'arcivescovo di Toledo, durante il regno di Carlo III li ha proibiti, dopo che, già da qualche anno, gli autos sacramentales venivano criticati duramente anche da autori come Fernández Nicola Moratín.
Durante il Novecento e precisamente nel corso dell'anno 1930, i teatranti Alberti ed Hernández, hanno cercato di riproporre il genere, ma con scarso successo.